# Піхотна дивізія «Милау»
Піхотна дивізія «Милау» (нім. Infanterie-Division Mielau) — дивізія Вермахту, що існувала наприкінці Другої світової війни.

## Історія
Піхотна дивізія «Милау» сформована 3 серпня 1944 року в ході 24-ї хвилі мобілізації на навчальному центрі Милау (нім. Truppenübungsplatz Mielau) в 1-му військовому окрузі, як «дивізія-тінь» (нім. Schatten-Division) на основі 151-ї резервної дивізії. 25 березня 1944 року підрозділи дивізії спрямовані на посилення 214-ї та 59-ї піхотних дивізій.

## Райони бойових дій
- Німеччина (січень — березень 1944).

## Командування

### Командири
- Генерал-майор Вальтер Зовант (нім. Walter Sauvant) (14 січня — 25 березня 1944)

## Склад
| 1945                            |
| ------------------------------- |
| 1-й гренадерський полк «Милау»  |
| 2-й гренадерський полк «Милау»  |
| Артилерійський дивізіон «Милау» |
| Інженерний батальйон «Милау»    |